# Lhotecký kopec
Lhotecký kopec (též Lhotský kopec) je 297 m n. m. vysoký vrch v okrese Rychnov nad Kněžnou Královéhradeckého kraje. Leží asi 0,5 km severovýchodně od obce Králova Lhota na jejím katastrálním území.

## Geomorfologické zařazení
Geomorfologicky vrch náleží do celku Orlická tabule, podcelku Úpsko-metujská tabule a okrsku Bohuslavická tabule.
Podle alternativního členění Balatky a Kalvody náleží vrch do okrsku Novoměstská tabule, ve kterém je Bohuslavická tabule pouze podokrsek.